# Franz Ludwig von Erthal
Franz Ludwig Freiherr von Erthal (né le 16 septembre 1730 à Lohr am Main, mort le 14 février 1795 à Wurtzbourg) est prince-évêque de Wurtzbourg et de Bamberg. Son frère aîné Frédéric-Charles Joseph d'Erthal est le dernier prince-évêque de Mayence.

## Biographie
Il étudie le droit et la théologie à Mayence, Würzburg, Vienne et Rome, puis entre dans le chapitre de chanoines de Wurtzbourg et de Bamberg. Il est nommé en 1763 par Adam Friedrich von Seinsheim président du gouvernement laïc du diocèse de Wurtzbourg. Joseph II du Saint-Empire le nomme en 1768 consultant à la Chambre impériale à Wetzlar. En 1776, il devient commissaire impérial à la Diète perpétuelle d'Empire à Ratisbonne. Il est consacré le 12 juillet 1779 par  Frédéric-Charles Joseph d'Erthal avec comme co-consécrateurs Daniel Johann Anton von Gebsattel et Johann Adam Behr (de)
De 1779 jusqu'à sa mort, il s'implique dans l'union de l'évêché de Wurtzbourg et de l'archidiocèse de Bamberg. Influencé par les Lumières, il favorise l'éducation du clergé. À Bamberg il construit le premier hôpital moderne et introduit une première sécurité sociale publique. L'université de Bamberg ouvre une chaire de vétérinaire. Politiquement, il est fidèle aux Habsbourg et à l'empereur Joseph II.
Il vient vivre à la Résidence de Wurtzbourg mais ne mène pas la vie mondaine d'Adam Friedrich von Seinsheim, son prédécesseur. Il n'organise plus de chasses et de spectacles d'opéra, ni la loterie. Il ferme le théâtre et vend ses peintures et son mobilier au profit d'un orphelinat.
Il est enterré dans la cathédrale Saint-Kilian de Wurtzbourg.

## Succession apostolique
Franz Ludwig von Erthal a ordonné les évêques suivants :
- Évêque Andreas Joseph Fahrmann (de) (1790)